# Giacomo Patri
 (novembre 2007).
Si vous disposez d'ouvrages ou d'articles de référence ou si vous connaissez des sites web de qualité traitant du thème abordé ici, merci de compléter l'article en donnant les références utiles à sa vérifiabilité et en les liant à la section « Notes et références ».
Giacomo Patri (1898-1978), illustrateur et militant politique italien.

## Biographie
Giacomo Giuseppe Patri est né en Italie le 9 juin 1898, à Arquata Scrivia, un village au nord de Gênes. 
En 1916, il rejoint son père émigré à San Francisco, aux États-Unis, où il travaille un temps comme tailleur et comme coiffeur avant de suivre des cours de dessin à la California School of Fine Arts. Il travaille ensuite comme illustrateur pour plusieurs journaux locaux, dont le San Francisco Chronicle. Il illustre aussi plusieurs ouvrages, dont une histoire de bandits au Far West par Joseph Henry Jackson, Tintypes in gold, four studies in robbery (1939).
Dans les années 1930, de plus en plus d’artistes et d’intellectuels américains s’engagent socialement et politiquement. Certains rejoignant la brigade « Abraham Lincoln » aux côtés des républicains espagnols, ou adhérent au Parti communiste. On ne sait pas si Giacomo Patri eut sa carte au Parti, mais il fit de nombreux dessins pour le Western Worker de Darcy, qui en était l’organe officiel. Pendant plusieurs années, il illustre de façon militante de nombreuses brochures, des tracts et affiches pour divers syndicats de la baie de San Francisco. 
Son chef-d'œuvre, Col blanc, « roman graphique », raconte la vie quotidienne, les espoirs brisés d'une famille de la classe moyenne américaine durant la Grande Dépression dans un style inspiré de l'expressionnisme allemand et du cinéma muet.
Dans les années 1940, il enseigne à la California Labor School, une université populaire foisonnante, liée au mouvement ouvrier, mais qui ne survivra pas à la période du Maccarthysme. Giacomo Patri sera lui-même cité aux côtés de nombreux autres artistes et intellectuels de gauche dans plusieurs rapports sur les activités « anti-américaines ».
Par la suite, Patri ouvre sa propre école d’art à San Francisco, où il enseignera jusqu’à sa retraite, en 1968.